# Julio Bravo

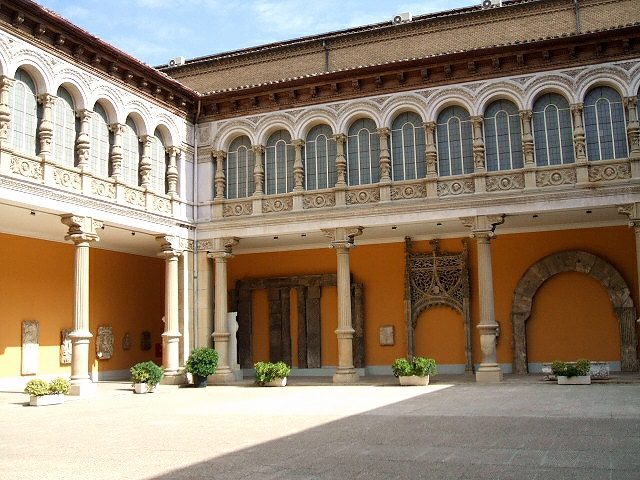
Patio del Museo de Zaragoza.

Julio Bravo Folch (Zaragoza, 1862-id., 1920) fue un arquitecto de Aragón, España.
Estudió arquitectura en Madrid, se licenció en 1886. Considerado uno de los impulsores de la arquitectura modernista de Zaragoza, ejerció durante veintiséis años como arquitecto de la Diputación Provincial. Miembro de la Real Academia de Bellas Artes de San Luis, fue profesor de la Escuela de Artes y Oficios de Zaragoza.
Del conjunto de su obras, destacan el Museo provincial de Bellas Artes, junto a Ricardo Magdalena, los templos de las Religiosas de Santa Ana, de las Siervas de María, del Asilo de Nuestra Señora del Pilar, la reforma del de San Ildefonso, así como la segunda torre de El Pilar de Zaragoza junto a Ricardo Magdalena y José de Yarza Echenique.